# Paul Wehage
Paul Wehage (* 2. April 1963 in Grand Forks, North Dakota) ist ein US-amerikanischer Saxophonist und Komponist.

## Leben und Wirken
Wehage spielte als Kind in einer Schulband und hatte Saxophonunterricht bei Ruben Haugen, einem Schüler von Marcel Mule. In San Antonio setzte er seine Ausbildung bei John L. Buccanan und Harvey Pittel fort und debütierte siebzehnjährig mit der San Antonio Symphony.
Er gewann mehrere Musikwettbewerbe und studierte an der University of Texas at Austin Saxophon weiter bei Pittel, Musiktheorie und Harmonielehre bei Jeffrey Stolet, Musikgeschichte bei Elliott Antokoletz und Orchestration bei Donald Grantham. Unter Leitung von Dan Welcher und Thomas Lee spielte er Werke junger Komponisten wie Peter Terry, Jeffrey Stolet und Edmond J. Campion.
1985 kam Wehage an das Conservatoire de Paris, wo er seine Saxophonausbildung bei Daniel Deffayet fortsetzte sowie Solfège bei Thérèse Brënet und Musikanalyse bei Alain Margoni studierte. Daneben nahm er privaten Unterricht bei Renata Mazella, die ihn mit den französischen Komponisten des führen 20. Jahrhunderts vertraut machte. 1990 wählte ihn Yehudi Menuhin für sein Programm Live Music Now aus und ermöglichte ihm die erste Plattenaufnahme. Das Album enthielt 24 Morceaux de Genre, darunter Stücke von Rudy Wiedoeft.
1991 lernte er Jean Françaix kennen, der ihn einlud, sein Stück L’Horloge de Flore beim Konzert zu seinem 80. Geburtstag zu spielen und in der Folge mehrere seiner Kompositionen für ihn adaptierte. Für eine Japanreise mit dem Bariton Philippe de Gaetz und dem Pianisten Moyuru Maeda komponierte Françaix den Liederzyklus Huit Historiettes de Tallemant des Réaux für Bariton, Tenorsaxophon und Klavier, der in Anwesenheit des Komponisten 1996 in Paris uraufgeführt wurde.
1989 schloss sich Wehage dem American Music Ensemble of Voice an, das Werke von Scott Joplin, Charles Ives, Rudy Weideoft, George Gershwin, Cole Porter, Aaron Copland, Leonard Bernstein, aber auch jüngerer Komponisten wie Gloria Coates, Kate Waring, Libby Larsen und Peter Terry aufführte und Konzerte im Baltiken, in Aserbaidschan, Frankreich, Belgien, Holland und Deutschland gab.
Seit 1991 arbeitete Wehage mit dem Cello-Oktett Tempo Di Cello zusammen, mit dem er u. a. Alexandre Rudajevs Variations et Thème, Gian-Paolo Chitis Concertino for Tenor Saxophone and Cello Octet und Joelle Wallachs Sweet Briar Elégies uraufführte und aufnahm. 1992 lernte er Antoine Tisné kennen, mit dem er bei der Aufnahme von dessen Ombres de Feu, De La Nuit à L’Aurore und Monodie II pour Un Espace Sacrée (1994) – jeweils in Bearbeitungen für Saxophon – zusammenarbeitete.
1996 realisierte er mir Tisnè und dem Organisten Françoise Lévechin-Gangloff in Erfurt Music for Sacred Spaces, eine Reihe von dreimal drei Konzerten, der sich eine Pilgerfahrt des Komponisten und der Musiker zum Konzentrationslager Buchenwald anschloss. Tisnè komponierte für ihn noch Labyrintus Sonorus und das Offertorium pour Chartres für Saxophon und Streichquartett, das Wehage 1998 kurz vor dem Tod des Komponisten uraufführte.
Daneben arbeitete Wehage seit Anfang der 1990er Jahre auf dem Gebiet der elektroakustischen Musik mit Jeffrey Stolet zusammen. Er organisierte eine Aufführung von Teilen aus dessen To Eat the Last Messiah in Paris und verschaffte ihm den Auftrag zur Komposition der Oper Frankenstein, die 1999 uraufgeführt wurde.
Auf Vermittlung seiner ehemaligen Lehrerin Thérèse Brênet wurde Wehage mit der Komponistin Patricia Adkins-Chiti bekannt und nahm in der Folge Kompositionen von Libby Larsen, Joelle Wallach, Tina Davidson und Gloria Coates in sein Repertoire auf.
1996 war er erstmals Gast des Festivals Donne In Musica in Fiuggi, wo er Uraufführungen von Kompositionen Sally Reids, Kate Warings und Linda Worsleys spielte. Beim zweiten Festival 1998 spielte und dirigierte er in drei Tagen Uraufführungen von Kompositionen Lejla Agollis, Elizabeth Austins, Beverly Grigsbys, Pascale Jakubowskis, Jane O’Learys, Ivana Loudovas, Indra Rïses, Doris Magaly Ruiz Lastress und Iris Szeghys.
Mit Jean-Paul Matifat realisierte Wehage 2001 das multimediale Projekt Podium Piece – American Tryptich. In Zusammenarbeit mit Claire Deluca und Sophie Lahayville entstand 2005 die Produktion Nevers nach dem Drehbuch von Marguerite Duras zu Hiroshima Mon Amour. 2002 komponierte der Amerikaner Carson Cooman eine Reihe von Werken für ihn.
Neben eigenen Kompositionen schrieb Wehage zahlreiche Saxophonbarbeitungen von Werken Johann Sebastian Bachs, Charles Gounods, Georg Friedrich Händel, Scott Joplins, Joseph-François Kremers, Felix Mendelssohn Bartholdys, Wolfgang Amadeus Mozarts, Jacques Offenbachs, Robert Schumanns, David W. Solomons, Jan Pieterszoon Sweelincks und anderer.

## Werke
- A Whitman Sonata für Trompete und Klavier
- American Songs (nach Gedichten von Elizabeth Kirschner) für Sopran, Altsaxophon und Klavier
- L'Arbre de Vie, Sextett für Oboe, Altsaxophon, Trompete Gitarre, Cello und Kontrabass
- Arktos für Solooboe
- Artemis für Piccoloflöte solo
- Carillon, Präludium für Klavier
- Choral pour la Sainte Cécile (nach Texten von Antoine Delatour-Abourdain) für Blas- und Streichorchester und vierstimmigen Chor
- Complainte Bucolique für Englischhorn und Klavier
- Concert Fantasy on „Jingle Bells“
- Concerto pour Saxophone Alto et Orchestre
- Cypher, Variationen für Kammerorchester
- Distant Strophes für Streichquartett
- Dog Music für Altsaxophon und Klavier
- Four Sketches für Trompete und Euphonium
- Hommage à Duras für Saxophon solo
- Idylle für Trompete, Streichquartett und Orgel
- In Time's Continuum (nach Gedichten von Elizabeth Kirschner) für gemischten Chor und Streichquartett
- Lucy's Song (nach Texten von Charles Dickens) für Solosopran, gemischten Chor und Orgel
- Maïa für Flöte und Harfe
- Marche Burlesque für Subkontrabass-Saxophon
- Stabat Mater für fünf Altsaxophone oder fünf Klarinetten oder Bläserquintett oder Streichquintett
- Nara für Trompete und Orgel
- Night Incantation für Piccoloflöte solo
- Nocturne für Harfe
- Les Palissades Mytérieuses, Thema und sieben Variationen für Altsaxophon und Klavier
- Prélude, Toccata et Fugue für Altsaxophon, Klarinette oder Englisch Horn und Orgel
- Questions Personnelles, Liederzyklus nach Texten von Jean-Thierry Boisseau für mittlere Stimme und Klavier
- Responsio Sechs Suiten für Saxophon solo
- Romance für Bassklarinette und Klavier
- Ryoanji für Kontrafagott oder Kontrabass-Saxophon und Klavier
- Savage Thoughts für Tenorsaxophon und Harfe
- Scènes de Ballet, sechs Stücke für Blaskapelle oder Klavier,
- Six Essays für Saxophon
- Sky Vision für Trompete solo
- Sonata da Chiesa für Orgel
- Sonata Eroica für Posaune und Klavier
- Sonata für Altsaxophon, Fagott oder Klarinette und Klavier
- Sonate en Forme de Trio für Oboe, Klarinette und Fagott
- Sonatine für zwei Saxophone
- Song for Norbert für Trompete und Klavier
- Stabat Mater für fünfstimmigen gemischten oder Frauenchor
- Suite Latignacienne für Orgel
- Suite en quatre mouvements für Harfe
- Symphony no. 1 „Dreamscapes“ für großes Orchester
- Ten Dickinson Songs für hohe Stimme und Klavier
- This Burning Sun of Grief and Memory für Saxophontrio
- Three Canonic Inventions für Alt- und Tenorsaxophon
- Ti-bo Rag für Saxophon und Klavier
- Vacation Snapshots für Trompete und Klavier
- Valse Sophie für Altsaxophon und Klavier
- Valse Sophie für Saxophon und Klavier
- Vie Nomade für Cello solo
- What the Wind Remembers für Tenorsaxophon und Harfe
- Zephyr für Flöte solo